# 검은 고양이 (단편소설)
《검은 고양이》(The Black Cat)는 미국의 작가 에드거 앨런 포의 단편 소설이다. 1843년 8월 19일 《새터데이 이브닝 포스트》에서 처음 출판되었다.
포의 대표적인 단편인 이 소설은 광기, 분노, 악마성 등 인간의 어두운 내면을 파헤친 작품이다. 죄책감의 심리를 고찰하였기에 그의 또 다른 단편인 《고자질하는 심장》과 짝을 이루기도 한다. 두 작품 모두 살인자가 자신의 범죄를 숨기고 들킬 수조차 없다고 믿지만, 끊임없이 상기되는 자신의 죄책감으로 인해 스스로를 허물고 진실을 드러내게 된다. 온전한 정신과 대립하는 광기에 대한 문제를 담은 《검은 고양이》는 알코올 중독의 위험에 대한 포의 가장 강력한 경고이기도 하다.

## 줄거리
이름을 밝히지 않은 수감자 ‘나’는 사형 집행 전날 자기 생을 되돌아보는 짧은 증언을 시작한다. 어린 시절부터 심성이 유순한 ‘나’는 늘 주위의 동물들을 돌보고 이들과 어울리길 좋아했다. 성인이 되고 아내를 맞는데, 나의 아내 역시 착하고 정이 많아 ‘나’만큼이나 동물을 보살피는 데 정성을 다한다. 결혼 후 ‘나’는 차츰 술을 찾기 시작하고 그러면서 전에 없던 포악한 성격이 표출된다. 어느 날 만취 상태의 ‘나’는 집에서 기르던 영특한 검은 고양이 플루토의 한 쪽 눈을 도려내는데, 얼마 후 아예 플루토를 나무에 매달아 교살시킨다. 그날 밤 집에 큰 불이 나고 ‘나’는 재산을 몽땅 소실한다.
한편 죽은 플루토와 외눈박이 생김새까지 꼭 닮은 검은 고양이가 집 주변을 배회하는데 아내는 이를 거둬 애지중지 돌본다. ‘나’는 왠지 이 두 번째 검은 고양이가 섬뜩하고 마땅찮아서 피하려 하지만 이 고양이는 끈덕진 감시자처럼 잠자리까지 ‘나’만 따라 다닌다. 화재 이후 생활도 곤궁해지고 고양이 때문에 점점 예민해진 ‘나’는 그만큼 자주 술에 의지하게 되고 술에 취해 아내에게 폭언을 퍼붓고 심지어 폭행을 저지르기도 한다.
“내 목적은 바로 이렇소. 쉽고 간명하게 어떤 설명도 붙이지 않고, 가정에서 벌어진 단순한 사건의 연쇄를 세상 사람들 앞에 내놓으려는 것이요.”
화자가 뒤에 나올 우발적인 아내 살해 사건을 어떻게 생각하는지 엿볼 수 있는 대목이다.
어느 날 우발적인 사고로 아내를 죽인 ‘나’는 아내의 시체를 지하실 외벽과 내벽 사이에 감추고 벽을 새로 발라서 범행을 완전하게 감춘다. 범행 며칠 후 경관들이 집을 훑어보고 무심히 지나려는데, 이상한 심리적 광기가 발동한 ‘나’는 급기야 아내의 시체를 감춘 지하실 벽을 두드리고 만다. 이때 벽을 타고 기괴한 소리가 메아리처럼 되울린다. 이를 수상히 여긴 경관들이 벽을 허물게 되고 그 안에서 아내의 처참한 시체, 그리고 그 시체와 함께 산 채로 묻힌 두 번째 검은 고양이를 발견한다.

## 출간사

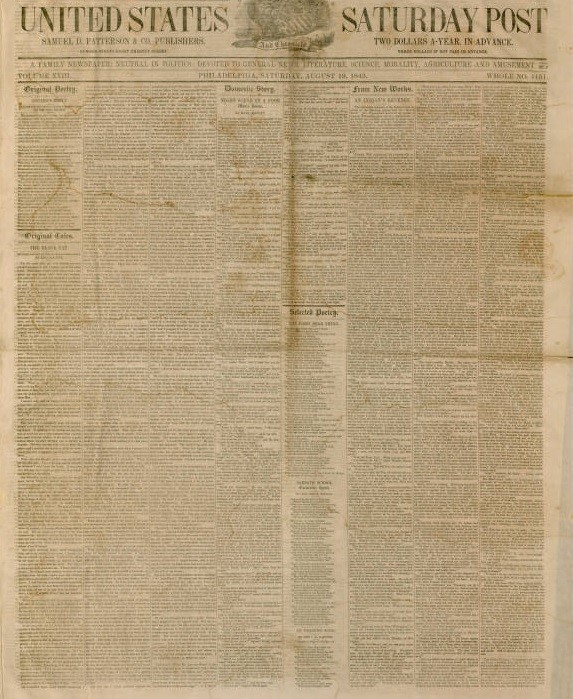
작품이 첫 등장한 1843년 8월 19일자 필라델피아 《유나이티드 스테이트 새터데이 포스트》의 앞면

《검은 고양이》는 1843년 8월 19일 《새터데이 이브닝 포스트》에 실리며 처음 출판되었다. 당시 이 간행물은 임시 제목인 《유나이티드 스테이트 새터데이 포스트》를 사용하였다. 또한 같은 해 《볼티모어 선》과 《펜사콜라 가제트》에 재발행되었다. 단편이 독자들에게 즉각적으로 호감적인 반향을 일으키면서 토마스 던 잉글리시의 《회색 올챙이의 유령》(The Ghost of the Grey Tadpole) 같은 패러디 작품들도 파생되었다.

## 분석
이 작품의 화자는 포의 《고자질하는 심장》에 나오는 화자처럼 제정신인지 의심이 가는 인물이다. 이야기의 서두에서 화자는 독자가 이 이야기를 믿어주기를 바라는 것은 "미친 짓일 것"이라고 말하는데, 이는 화자가 광기로 인해 비난을 받았음을 암시한다.
화자가 자신이 동물을 사랑했음을 주장하는 정도는 "좋은 것을 너무 많이" 갖는 형태의 정신적 불안정을 암시한다. 동물에 대한 그의 편애는 "하찮은 우정이나 미세한 충성심을 수시로 저울질해대는 인간의 사랑"을 대체한다. 화자는 아내와 동물을 사랑하는 마음을 공유하고 있는데, 그가 인간을 싫어하고 불신하는 것으로 볼 때 아내를 자신의 또 다른 애완동물로 생각할 가능성이 있다. 게다가, 그가 자신의 지나친 동물 사랑을 돌아보지 못하는 것은 자신이 저지른 행동에 대한 동기를 직접 설명할 수 없음을 미리 보여준다.
포의 가장 어두운 이야기 중 하나인 《검은 고양이》는 술에 대한 그의 가장 강하고 맹렬한 비난이 담겨있다. 화자의 비뚤어진 행동은 그의 인격을 파괴하는 병이자 악인 알코올 중독에서 비롯된다. 검은 고양이라는 소재는 다양한 미신을 떠올리게 하는데, 그 중에는 화자의 아내가 검은 고양이가 모두 마녀가 변신한 것이라는 옛말을 들먹이는 것 또한 포함된다. 포는 실제로 검은 고양이를 키웠다. 그의 작품 《본능 대 이성 -- 검은 고양이》에서 그는 다음과 같이 말하였다. "이 글의 작가는 세계에서 가장 주목할 만한 검은 고양이들 중 한 마리의 주인이다. 그리고 이것은 많은 것을 말해주고 있다; 왜냐하면 검은 고양이들은 모두 마녀이기 때문이다." 스코틀랜드와 아일랜드 신화에서 카트시는 가슴에 흰 반점이 있는 검은 고양이로 묘사되며, 이는 화자가 주점에서 발견한 고양이와 다르지 않다. 첫 번째 고양이의 이름은 지하세계를 다스리는 로마 신의 이름을 따서 플루토라는 이름을 가졌다.
플루토는 이야기의 시작 부분에서 중립적인 위치로 등장하지만, 알코올 중독에 빠지게 된 화자의 눈에는 플루토가 자신에게 적대감을 가지는 것으로 보이게 된다. 술은 화자를 무절제와 폭력으로 밀어넣어 모든 것이 그를 화나게 하는 지점까지 도달시킨다. 특히, 항상 화자의 곁에 있던 플루토는 그의 존재를 피하면서도 근처에 나타나 괴롭히는 악의적인 마녀가 되어버린다. 화자가 플루토의 눈을 도려내는 장면은 도덕적 선에 대한 화자의 시야를 불완전한 맹목으로 자초하는 상징으로 보여질 수 있다.
화자의 집을 파괴시킨 화재는 "거의 완전한 도덕의 붕괴"를 상징한다. 유일하게 남은 것은 벽에 걸린 플루토의 형체 자국으로, 이것은 그의 용서할 수 없고 돌이킬 수 없는 죄를 나타낸다.
수사학의 관점에서 포가 사용하는 생략의 효과적인 체계는 디아제우그마(diazeugma; 역액어법), 또는 하나의 주어에 많은 동사를 사용하는 것으로, 대명사를 생략한다. 디아제우그마는 행동을 강조하며 이야기를 빠르고 간략하게 만든다.

## 각색

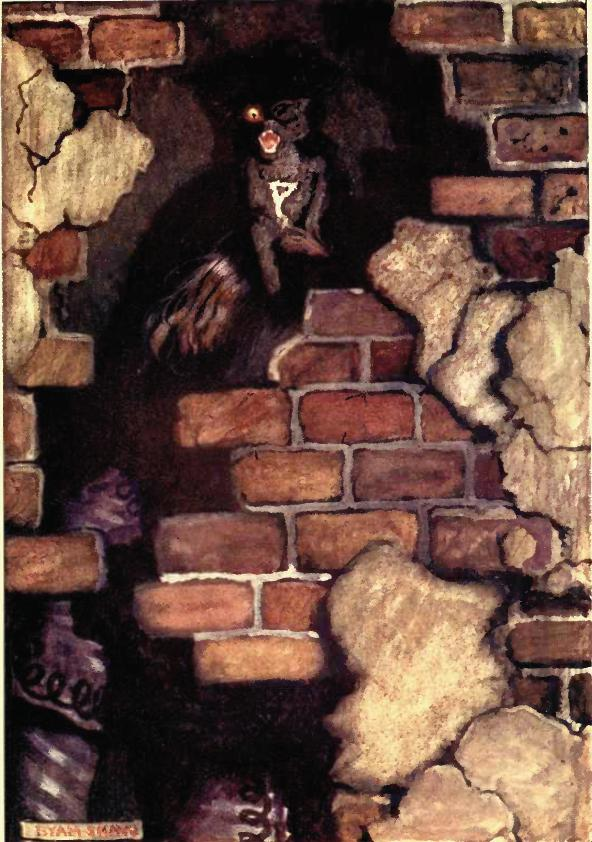
바이엄 쇼가 그린 1909년경 삽화

- 로저 코먼 감독의 1962년 앤솔러지 영화 《테러 이야기》의 두 번째 에피소드는 《검은 고양이》와 포의 다른 단편 《아몬틸라도의 술통》의 줄거리를 결합하였다.[4] 피터 로리가 주인공 몬트레소르 에링그보네로 출연하며 빈센트 프라이스가 포르투나토 루크레시로 등장한다. 두 이야기가 합쳐지면서 포르투나토가 몬트레소르의 아내와 불륜을 저지른 것이 살인의 동기가 된다.
- 1973년 제임스 스튜어트가 BBC 라디오에서 《검은 고양이》 낭독을 녹음하였다.[10]
- 작가이자 감독인 루치오 풀치의 1981년 영화 《검은 고양이》는 포의 단편을 기반으로 한다.
- 1990년 영화 《에드가 알란 포우의 검은 고양이》(Two Evil Eyes)는 포의 단편인 《M. 발데마르 사건의 진상》과 《검은 고양이》를 선보인다. 전자는 조지 A. 로메로가, 후자는 다리오 아르젠토가 각각 각본 및 연출을 맡았으며, 하비 카이텔이 주연으로 등장하였다.
- 《검은 고양이》는 2007년 텔레비전 시리즈 《마스터즈 오브 호러》의 두 번째 시즌 열한 번째 에피소드이다. 이 작품은 본질적으로 소설을 반자전적 방식으로 고쳐 이야기하는데, 포는 동명의 단편에 영감을 받은 검은 고양이에 관련한 일련의 사건들을 겪게 된다.